# Raw Toonage
Raw Toonage lub Disney's Raw Toonage (1992) – amerykański serial animowany stworzony przez wytwórnię Walt Disney Television Animation.
Światowa premiera serialu miała miejsce 19 września 1992 roku na antenie CBS. Ostatni odcinek serial został wyemitowany 5 grudnia 1992 roku. W Polsce serial do tej pory nie był emitowany.

## Składniki serialu
- Segment prowadzący – między kreskówkami wstawiane były fragmenty opowiadające odrębną historię jednego z disnejowskich bohaterów, którzy jednocześnie pełnili rolę prowadzącego program. Był niekiedy pomijany.
- He's Bonkers – kreskówka ze Szmerglem.
- Totally Tasteless Video – parodia jakiegoś filmu.
- Marsupilami – kreskówka z Marsupilami.

## Obsada
- Charlie Adler – Zielona Żaba
- Jeff Bennett – Tremek
- Rodger Bumpass – Skoczek
- Nancy Cartwright –
  - Fauna,
  - Windy
- Jim Cummings –
  - Rysiul Szmergiel
  - Maurice
  - Norman
  - Don Karnage (gość specjalny z serialu Super Baloo)
- Steve Mackall – Marsupilami

### Goście specjalni
- René Auberjonois – szef Louie (z serialu Mała Syrenka)
- Corey Burton –
  - Ludwig Von Drake,
  - Kapitan Hak (z filmu Piotruś Pan)
- Christine Cavanaugh – Kwacia Tapmajer (z serialu Dzielny Agent Kaczor)
- Bill Farmer – Goofy (w stylu Goofy i inni)
- Terry McGovern – Śmigacz McKwak (z serialu Kacze opowieści i Dzielny Agent Kaczor)
- Russi Taylor – Tasia Van Der Kwak (z serialu Kacze opowieści)
- Samuel E. Wright – krab Sebastian (z serialu Mała Syrenka)
- Alan Young – Sknerus McKwacz (z serialu Kacze opowieści)

## Spis odcinków
Rodzaj kreskówki określony jest skrótem:
- HB – kreskówka He's Bonkers
- TTV – kreskówka Totally Tasteless Video
- M – kreskówka Marsupilami

| Premiera odcinka | N/o | Tytuł angielski                           | Rodzaj kreskówki | Prowadzący                                     |
| ---------------- | --- | ----------------------------------------- | ---------------- | ---------------------------------------------- |
|                  |     |                                           |                  |                                                |
| SERIA PIERWSZA   |     |                                           |                  |                                                |
|                  |     |                                           |                  |                                                |
| 19.09.1992       | 01  | Spatula Party                             | HB               | Ludwig von Drake                               |
| 19.09.1992       | 01  | Doggie Schnauzer                          | TTV              | Ludwig von Drake                               |
| 19.09.1992       | 01  | Marsupilami Meets Dr. Normanstein         | M                | Ludwig von Drake                               |
|                  |     |                                           |                  |                                                |
| 26.09.1992       | 02  | Sheerluck Bonkers                         | HB               | Don Karnage z serialu Super Baloo              |
| 26.09.1992       | 02  | All Potato Network                        | TTV              | Don Karnage z serialu Super Baloo              |
| 26.09.1992       | 02  | The Puck Stops Here                       | M                | Don Karnage z serialu Super Baloo              |
|                  |     |                                           |                  |                                                |
| 03.10.1992       | 03  | Bonkers in Space                          | HB               | Sknerus McKwacz                                |
| 03.10.1992       | 03  | Cro-Magnum PI                             | TTV              | Sknerus McKwacz                                |
| 03.10.1992       | 03  | The Treasure of the Sierra Marsdre        | M                | Sknerus McKwacz                                |
|                  |     |                                           |                  |                                                |
| 10.10.1992       | 04  | Draining Cats and Dogs                    | HB               | Krab Sebastian z serialu Mała Syrenka          |
| 10.10.1992       | 04  | Mars vs. Man                              | M                | Krab Sebastian z serialu Mała Syrenka          |
|                  |     |                                           |                  |                                                |
| 17.10.1992       | 05  | Get Me to the Church on Time              | HB               | Tremek z serialu Szmergiel                     |
| 17.10.1992       | 05  | So You Think You Know Everything, Do You? | TTV              | Tremek z serialu Szmergiel                     |
| 17.10.1992       | 05  | Someone's in the Kitchen with Mars        | M                | Tremek z serialu Szmergiel                     |
|                  |     |                                           |                  |                                                |
| 24.10.1992       | 06  | Ski Patrol                                | HB               | Szmergiel                                      |
| 24.10.1992       | 06  | Poultrygeist                              | TTV              | Szmergiel                                      |
| 24.10.1992       | 06  | Romancing the Clone                       | M                | Szmergiel                                      |
| 24.10.1992       | 06  | Goofy's Guide to the Olympics             |                  | Szmergiel                                      |
|                  |     |                                           |                  |                                                |
| 31.10.1992       | 07  | Get Me a Pizza (Hold the Minefield)       | HB               | brak prowadzącego                              |
| 31.10.1992       | 07  | Nightmare on Rocky Road                   | TTV              | brak prowadzącego                              |
| 31.10.1992       | 07  | Wannabe Ruler?                            | M                | brak prowadzącego                              |
| 31.10.1992       | 07  | The Porker's Court                        | TTV              | brak prowadzącego                              |
|                  |     |                                           |                  |                                                |
| 07.11.1992       | 08  | Dogzapoppin'                              | HB               | Śmigacz McKwak                                 |
| 07.11.1992       | 08  | Bathtime for Maurice                      | M                | Śmigacz McKwak                                 |
| 07.11.1992       | 08  | A Fear of Kites                           | M                | Śmigacz McKwak                                 |
|                  |     |                                           |                  |                                                |
| 14.11.1992       | 09  | Trailmix Bonkers                          | HB               | brak prowadzącego                              |
| 14.11.1992       | 09  | The Young and the Nestless                | M                | brak prowadzącego                              |
| 14.11.1992       | 09  | Coming Attractions                        | TTV              | brak prowadzącego                              |
| 14.11.1992       | 09  | Jungle Fever                              | M                | brak prowadzącego                              |
|                  |     |                                           |                  |                                                |
| 21.11.1992       | 10  | Witch Doctor is Which?                    | M                | Kwacia Tapmajer z serialu Dzielny Agent Kaczor |
| 21.11.1992       | 10  | Robin Hoof                                | TTV              | Kwacia Tapmajer z serialu Dzielny Agent Kaczor |
| 21.11.1992       | 10  | The Hairy Ape                             | M                | Kwacia Tapmajer z serialu Dzielny Agent Kaczor |
|                  |     |                                           |                  |                                                |
| 28.11.1992       | 11  | Quest for Firewood                        | HB               | Marsupilami                                    |
| 28.11.1992       | 11  | Badly Animated Man                        | TTV              | Marsupilami                                    |
| 28.11.1992       | 11  | Safari So Good                            | M                | Marsupilami                                    |
|                  |     |                                           |                  |                                                |
| 05.12.1992       | 12  | Gobble Gobble Bonkers                     | HB               | brak prowadzącego                              |
| 05.12.1992       | 12  | Hot Spots                                 | M                | brak prowadzącego                              |
| 05.12.1992       | 12  | My New Shoes                              | TTV              | brak prowadzącego                              |
| 05.12.1992       | 12  | Prime Mates Forever                       | M                | brak prowadzącego                              |
|                  |     |                                           |                  |                                                |

## Ciekawostki
Serial składa się z dwunastu odcinków, ale miał powstać również odcinek trzynasty. Rozpoczęto produkcję kilku kreskówek, które jednak nie zostały dokończone na czas. Powstawały dwie kreskówki z serii He's Bonkers: Indiana Bonkers and the Temple of Fawn oraz Pla-Toon, a także kreskówka Totally Tasteless Viedo: Frog Prince of Bel-Air.
Oprócz użytych w serialu kreskówek He's Bonkers istnieje jeszcze jedna – Petal to the Metal. Jest ona najstarsza w serii i była niegdyś wyświetlana w kinach przed pełnometrażowymi filmami Disneya. Została włączona wraz z pozostałymi filmami z serii do serialu Szmergiel, który jest kontynuacją tej serii kreskówek i był wyświetlany przez TVP1 z polskim dubbingiem. Również kreskówki Marsupilami zostały połączone w odrębny serial pod tym samym tytułem.